# Jaroslav Mezník (politik)
Jaroslav Mezník (4. dubna 1884 Křižanov – 14. listopadu 1941 Brno) byl viceprezident Podkarpatské Rusi, později moravský zemský prezident a také otec historika prof. PhDr. Jaroslava Mezníka, CSc.

## Život
Narodil se dne 4. dubna 1884 v Křižanově manželům Janu Mezníkovi mladšímu (* 24. listopad 1844 Křižanov) a jeho sestřenici a manželce Žofii rozené Mezníkové (* 25. dubna 1859 Velké Meziříčí). Dne 12. října 1912 se v Brně-Zábrdovicích oženil s Marií Dvořákovou (* 18. únor 1887). Dne 7. listopadu 1941 byl zatčen gestapem a uvězněn v Kounicových kolejích. Dne 14. listopadu i přes přísný zákaz otevřel okno své cely a vyklonil se z něj. To střežící německý voják považoval za pokus o útěk a zastřelil jej.
Pohřeb se konal 22. listopadu 1941 v Křižanově. Nařízením brněnského gestapa mělo pohotovost na pohřbu zajistit četnické zemské velitelství Brno. To původně poslalo rozkaz o pohotovosti do Velké Bíteše, následně jej četnický zemský velitel osobně dopravil do Velkého Meziříčí. Poté se četnický okresní velitel, kapitán Jiří Kuchař, dostavil se čtveřicí četníků do Křižanova, kde byli po celý den k dispozici, snad z obav před projevy odporu při pohřbu. Dalších pět četníků dorazilo ze sousedních četnických stanic.